# David El Sayegh
David El Sayegh (né en 1970) est directeur général adjoint de la Société des auteurs, compositeurs et éditeurs de musique (SACEM). 

## Biographie
Fils d'un père égyptien commerçant et d'une mère italienne, David El Sayegh, né le 20 juin 1970 à Maisons-Laffitte en Yvelines,.     

### Formation
Il effectue sa scolarité au lycée Le Corbusier. Il obtient une maîtrise de droit privé et un Diplôme d'études approfondies (DEA) de propriété littéraire, artistique et industrielle à l'université Paris II-Panthéon Assas et un Certificat d'aptitude à la profession d'avocat (CAPA) à l'École de formation des barreaux de Paris[source secondaire nécessaire].    

## Carrière professionnelle
Avocat de formation, il poursuit principalement sa carrière professionnelle au sein de la SACEM. Directeur adjoint du département droit de reproduction, Internet et médias de 2001 à 2007.  
Il devient Directeur des affaires juridiques et nouvelles technologies de 2007 jusqu'à 2009.  
À partir de 2009 jusqu'en 2013, il est  directeur général  de la SNEP  (Syndicat national de l'édition phonographique).     
En 2013, il est nommé Secrétaire général de la SACEM (Société des auteurs, compositeurs et éditeurs de musique). Il participe activement à la mise en place des directives sur le droit d’auteur adoptées le 17 avril 2019.    
Le 22 octobre 2021, il est nommé directeur général adjoint de la Sacem. 

## Activités universitaires
Depuis 2013, il est directeur de la publication de la Revue internationale du droit d'auteur (RIDA). Cette revue trimestrielle est consacrée au droit d'auteur en France et dans le monde.  
À partir de 2014, il initie un partenariat "SACEM Université" avec des pôles universitaires (L'Université Paris-Sud / Paris-Saclay) pour mener une réflexion commune auprès d'étudiants en niveau Master pour travailler sur la "responsabilité des intermédiaires techniques", afin d'aboutir au "droit d'auteur de demain".

## Prises de position
L'évolution technologique l'amène rapidement à aborder les problématiques lié au cadre juridique d'internet. Il se dit choqué de sa "violence et de son incivisme" et défend une "responsabilisation des internautes".    
Dans le cadre du référencement du  moteur de recherche  de Google, il dénonce que l'algorithme « n’est pas neutre », et aborde  l’idée d’une « liste noire de sites illicites ».  
Il engage un contentieux de principe contre ce moteur de recherche au sujet de sa fonctionnalité Google suggest qui associait le nom de certains artistes à des sites illicites. La Cour de Cassation, dans un arrêt du 12 juillet 2012 donne ainsi gain de cause au SNEP en estimant qu’un moteur de recherche pouvait se voir appliquer l’article L.336-2 du Code de la propriété intellectuelle afin de prévenir ou à faire cesser une atteinte à un droit d'auteur ou un droit voisin.

## Publications
En juin 2008, il publie un article intitulé « Web 2.0 : quel régime juridique appliquer à ces nouveaux services ? » concernant la responsabilité des plateformes de partages de contenus comme Youtube ou Dailymotion.
Il publie en 2017 dans la Revue internationale du droit d'auteur(RIDA) un article intitulé « La musique à l'épreuve de la loi "création et patrimoine" du 7 juillet 2016 » analysant les nouvelles dispositions de cette loi en matière de musique.

## Activités de représentations d'intérêts
Depuis la loi Sapin 2 datant de fin 2016 sur l'obligation de déclaration des activités de lobbying, David El Sayegh est déclaré comme représentant d'intérêt par la HATVP, depuis 2018. Son champ d'intervention  de représentant d'intérêt s'effectue dans les secteurs d'activités  suivants : Arts, patrimoine culturel, Médias, industries culturelles, numérique et  la Propriété intellectuelle au niveau national et européen.
Dans le cadre de la directive du droit d'auteur, il préconise un principe de responsabilité des hébergeurs, l'obligation de transparence  du chiffre d'affaires généré  via les contenus par YouTube. Cette défense vise à permettre une négociation  équitable dans une finalité d'une "meilleure rémunération des créateurs" ,. Il assure que le texte n’est pas une menace pour les libertés publiques et individuelles et dénonce "une campagne de désinformation" des lobbying américains.